# Niassodon
Niassodon es un género extinto de kingoridae terápsido dicinodonte conocido por material de finales del Pérmico en la provincia de Niassa, en el norte de Mozambique. Contiene una única especie Niassodon mfumukasi.

## Descubrimiento
Niassodon fue descripto por primera vez y denominado por Rui Castanhinha, Ricardo Araújo, Luís C. Júnior, Kenneth D. Angielczyk, Gabriel G. Martins, Rui M. S. Martins, Claudine Chaouiya, Felix Beckmann y Fabian Wilde en el 2013 y la especie tipo es Niassodon mfumukasi. Su nombre combina la palabra Niassa, que significa "lago" en Chiyao y el nombre de la provincia noroeste de Mozambique donde Niassodon fue hallado, con odontos, que significa "diente" en griego. El nombre específico, Mfumukasi significa "reina" en Nyanja, en honor de los miembros de la sociedad local matriarcal Nyanja y las mujeres de Mozambique.
Niassodon se conoce solo a partir del holotipo ML1620, un esqueleto parcial temporalmente almacenado en el Museu da Lourinhã, Portugal, y que será regresado al Museu Nacional de Geologia en Maputo, Mozambique. El holotipo consiste de un cráneo completo, una mandíbula, una serie de 19 vértebras dorsales, sacras y caudales, costillas, el  ilion y partes del fémur, de un individuo. Fue descubierto y recolectado durante la expedición del 2009 en el graben Metangula, en el marco del proyecto PalNiassa. 
ML1620 provino de una unidad fosilífera sin nombre ubicada cerca de Tulo, una pequeña villa situada a lo largo de la carretera Metangula-Cóbue. El lecho fósil está compuesto de una piedra de barro gris con abundantes  concreciones calcáreos tipo septos, que datan del Pérmico tardío.